# Aurore Auteuil
Pour les articles homonymes, voir Auteuil.
Aurore Auteuil est une actrice française née le 28 mars 1981 à Neuilly-sur-Seine. Elle est la fille de Daniel Auteuil et d'Anne Jousset.

## Filmographie

### Cinéma
- 2001 : Le Placard de Francis Veber : figurante comme ouvrière de l'usine
- 2003 : Nathalie... d’Anne Fontaine : La patiente
- 2004 : Les Sœurs fâchées d’Alexandra Leclère : L'hôtesse d'accueil de l'éditeur
- 2004 : 36 Quai des Orfèvres d’Olivier Marchal : Lola Vrinks à 17 ans
- 2004 : Confidences trop intimes de Patrice Leconte : L'étudiante Nabokov
- 2005 : Backstage d'Emmanuelle Bercot : Pamela
- 2006 : Comme t'y es belle !, de Lisa Azuelos : Carole de l'institut
- 2024 : Le Fil de Daniel Auteuil : Audrey Girard

### Télévision
- PJ (série télévisée) | G. VERGEZ

- Avocats et Associés | A. PIDOUX

- 2003 : Julie Lescaut, épisode 5 saison 12, Hors la loi de Bernard Uzan : Valérie
- 2006 : Ange de feu (série télévisée): la cousine
- 2007 : Chat bleu, chat noir (téléfilm) de Jean-Louis Lorenzi : Gina
- 2007 : Je nous aime beaucoup (téléfilm) de Laurent Preyale : Gina
- 2008 : L'Amour dans le sang (téléfilm) de Vincent Monnet : Florence
- 2008 : Nicolas le Floch (série télévisée), saison 1, épisode 1 L'Homme au ventre de plomb d'Edwin Baily : Madame Adélaïde
- 2011 : Chez Maupassant (série télévisée), épisode L'Assassin de Laurent Heynemann : Arlette Doucet
- 2017 : Engrenages (série télévisée), saison 6, épisode 6 de Frédéric Jardin : Stéphanie Moreau

## Théâtre
- 2007 : Les Monologues du vagin d'Eve Ensler, mise en scène Isabelle Rattier, Théâtre Michel
- 2010 :  Le Vieux Juif blonde d'Amanda Sthers, mise en scène Christophe Lidon, Théâtre des Mathurins
- 2014 : Sahar et Jérémy d'Aurore Auteuil, mise en scène Ladislas Chollat, Petit Hébertot
- 2019 : Le Malade imaginaire de Molière, mise en scène Daniel Auteuil, Théâtre de Paris
- 2025 : Les Monologues du vagin d'Eve Ensler, mise en scène Aurore Auteuil, Studio Marigny

## Distinctions
- Molières 2011 : Nomination au Molière du jeune talent féminin dans Le Vieux Juif blonde